# James Hadley Chase
James Hadley Chase właśc. René Lodge Brabazon Raymond (ur. 24 grudnia 1906 w Londynie, zm. 6 lutego 1985 w Corseaux-sur-Vevey) – brytyjski pisarz, jeden z najbardziej znanych twórców kryminałów. Publikował też pod pseudonimami James L. Docherty, Raymond Marshall, R. Raymond i Ambrose Grant.
Dokonano blisko 50 adaptacji filmowych jego powieści.

## Życie prywatne
René Lodge Brabazon Raymond (James Hadley Chase) był synem chirurga - weterynarza, pułkownika Francisa Raymonda z armii kolonialnej Indii. Opuścił dom w wieku lat 18, a w 1932 roku ożenił się z Sylvią Ray, z którą miał syna. W 1956 roku przeprowadzili się do Francji, a w 1960 do Corseaux-sur-Vevey w Szwajcarii, gdzie zmarł w 1985 roku.

## Wybrana twórczość
- Bez forsy leżysz (1972)
- Był sobie frajer (1977)
- Ewa (1945)
- I co, moja śliczna... (1967)
- Kozioł ofiarny (1961)
- Łatwy zarobek (1952)
- Makabryczne życzenie
- Nie ma orchidei dla panny Blandish
- Nie ocalisz swej wolności (1958)
- Ostatni cel Bensona (1970)
- Płatne śmiercią (1956)
- Przesłoń to listkiem figowym
- Tajemnicę weź do grobu
- To tylko kwestia czasu
- Trumna z Hong Kongu
- Tylko dla forsy (1951)
- Uderzyć w czułe miejsce (1984)
- Wieniec dla damy (1940)
- Zapalniczka (1972)
- Zapłata za życie
- Życzę państwu dobrej nocy